# Барич (Келецький повіт)
Барич (пол. Barycz) — село в Польщі, у гміні Лопушно Келецького повіту Свентокшиського воєводства.
У 1975-1998 роках село належало до Келецького воєводства.